# جنگ انگلیس و اسپانیا (۱۶۰۴–۱۵۸۵)
جنگ انگلیس و اسپانیا (انگلیسی: Anglo-Spanish War) یک درگیری متناوب بین پادشاهی‌های اسپانیا و انگلستان بود که هرگز به‌طور رسمی اعلام نشد.